# Kaigenrei
Kaigenrei (戒厳令) (lit. ‘Cop d'estat’) és una pel·lícula de 1973 dirigida per Yoshishige Yoshida, basada en la vida d'Ikki Kita. Va ser la candidata del Japó als Premis Oscar de 1973 en la categoria a la millor pel·lícula de parla no anglesa, però no va ser seleccionada com a nominada.

## Argument
La pel·lícula és un relat de l'intent d'enderrocament del govern japonès per part de l'exèrcit el 26 de febrer de 1936. Es basa en la vida de l'intel·lectual ultranacionalista Ikki Kita.

## Repartiment
- Rentarō Mikuni com a Kazuki Kitamura
- Yasuyo Matsumura com a Suzu, la dona de Kazuki
- Yasuo Miyake com a jove soldat
- Akiko Kurano com a dona del soldat
- Tadahiko Sugano com a Nishida
- Taketoshi Naitō com a oficial de l'exèrcit
- Kei Iinuma com a Iwasa
- Kazunaga Tsuji com a Heigo Asahi
- Masako Yagi com a germana d'Heigo